# Gustav Schönherr
Gustav Schönherr (* 31. August 1889 in Hamburg; † 18. April 1933 in Hamburg) war ein deutscher kommunistischer Widerstandskämpfer gegen den Nationalsozialismus.

## Leben
Schönherr erlernte nach dem Besuch der Volksschule einen Beruf, mit dem er beim Schiffsbau eine Tätigkeit als Werftarbeiter ausüben konnte. Er schloss sich dem Roten Frontkämpferbund (RFB) an. Wenn die Kommunistische Partei Deutschlands (KPD) Kundgebungen und Demonstrationen gegen den aufkommenden Nationalsozialismus organisierte, war er aktiv beteiligt.
Nach der Machtübertragung an die NSDAP 1933 wurde er zusammen mit anderen Kommunisten von der Gestapo verhaftet und im Hamburger Stadthaus, dem Haus des „Kommandos zur besonderen Verwendung“, Verhören mit Folter und Misshandlungen unterworfen. Bei einem solchen Verhör wurde er aus dem Fenster des oberen Stockwerks geworfen. Die daraufhin von den NS-Stellen verbreitete Version, er habe sich in selbstmörderischer Absicht zu Tode gestürzt, kann nur als versuchte Täuschung der Öffentlichkeit angesehen werden.

## Ehrung

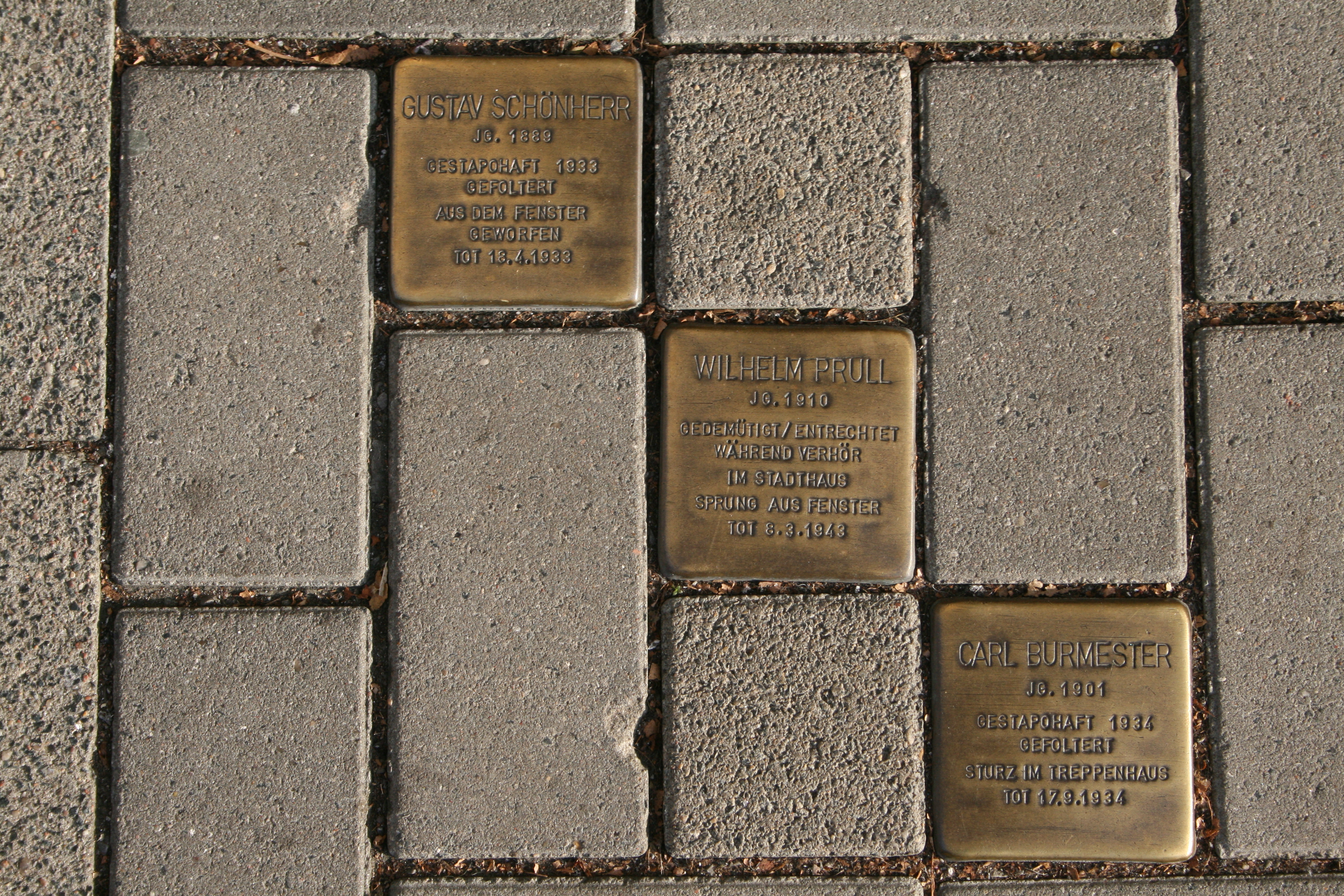
Stolpersteine für Gustav Schönherr, Carl Burmester und Wilhelm Prull

- Am 25. Februar 2009 wurde vor dem Haupteingang der Behörde für Stadtentwicklung und Umwelt (BSU) an der Stadthausbrücke 8, der ehemaligen Gestapo-Zentrale in Hamburg, durch den Kölner Aktionskünstler Gunter Demnig ein Stolperstein für Gustav Schönherr verlegt.[2] Ein weiterer Stein erinnert dort an Carl Burmester, der dort durch ähnliche Gewaltanwendung 1934 zu Tode kam.[3]